# Warum die UFOs unseren Salat klauen
Warum die UFOs unseren Salat klauen (Videotitel: Hallo, Checkpoint Charlie, später Checkpoint-Charly, auch Checkpoint Charlie oder Das Chaos schlägt zurück) ist eine deutsche Filmkomödie von Hans Jürgen Pohland aus dem Jahr 1980. Der Film wurde im Herbst 1979 in West-Berlin gedreht. Uraufführung war am 18. April 1980 in mehreren Städten. Er wurde 1981 im Fernsehen ausgestrahlt.

## Handlung
Auf der Erde ist es zu einem „Knall“ gekommen, dem die Besatzung eines Raumschiffs, das sich unentdeckt im Orbit befindet, auf den Grund gehen will. Im Zusammenhang mit dem Ereignis steht offensichtlich der ökologisch orientierte und idealistische schottisch-bayrische, in Bayern als Sohn einer Nobel-Nutte aufgewachsene Hobby-Biologe Peter McDonald, dessen Aktivitäten die Außerirdischen zur Analyse auf einem Bildschirm verfolgen. Die Erde ist für die Außerirdischen eine „grüne Kolonie“, die sie als unersetzbar betrachten. Die fünf grau gekleideten Mitglieder der UFO-Besatzung – drei Männer, zwei Frauen – verfolgen, wie McDonald durch ein raffiniertes Manöver einen Wagen anhält, und dessen Fahrer, Konsul Dr. hc. Meyer, dazu bringt, ihn und sein Fahrrad mitzunehmen. Meyer ist nicht nur angeblicher Akademiker und Restaurant-Tester, sondern auch Inhaber einer Steakhaus-Kette und zeigt sich offen für McDonalds Konzept eines Super-Salats, der kein Dressing mehr benötigt und von Natur aus nach Essig, Öl, Gewürzen und Zwiebeln schmeckt. McDonald lebte und experimentierte bisher bei seiner Großmutter, hatte sich aber nach deren Tod entschlossen, zu seiner Mutter nach Berlin zu reisen, die seiner Ansicht nach dort einen Blumenladen betreibt. Meyer schenkt McDonald einige französische Spezialitäten und lässt ihn am Berliner Stadtrand aussteigen. Dort stört McDonald versehentlich die Dreharbeiten zu einem Film, der die Endphase des Zweiten Weltkriegs zum Thema hat. Sein Auftauchen irritiert den Darsteller des Adolf Hitler so sehr, dass dieser ihn zunächst beschimpft und dann frustriert verfolgt. McDonald seinerseits gerät auf der Flucht vor dem Hitlerdarsteller aus Versehen mit seinem Fahrrad auf die Avus, wird als Geisterfahrer zum Thema des lokalen Verkehrsfunks und schließlich von der Polizei verhaftet. Auf dem Präsidium wird er zunächst wie ein potentieller Straftäter behandelt, da die außergewöhnliche Menge exklusiver französischer Lebensmittel in seinem Rucksack ihn in den Augen der ermittelnden Beamten verdächtig macht. Aber als diese herausfinden, dass seine Mutter den Salon Flora International leitet, wird McDonald wieder entlassen und von einer Motorradeskorte zu ihrer Adresse geleitet. Hier stellt sich heraus, dass es sich beim Salon Flora nicht um einen Blumenladen handelt, wie er ursprünglich dachte, sondern um ein Bordell für gehobene Ansprüche, in dem die gutsituierten Kunden ausspioniert und insgeheim gefilmt werden. McDonalds Mutter bietet ihm an, ihr Geschäft zu verkaufen, um ihm ausreichend Geld zur Züchtung seiner Supersalatsorte zur Verfügung stellen zu können. Er lehnt empört ab und radelt davon. Kurz darauf trifft Konsul Meyer im Salon Flora ein und es stellt sich heraus, dass er mit McDonalds Mutter anscheinend privat verbandelt ist und zudem eine geschäftliche Vereinbarung hat. Beide erpressen die Kunden des Bordells um sich Investmentmöglichkeiten zu verschaffen und in der Folge an weltweiten Konflikten zu verdienen. Auch Monika, die Tochter des Konsuls, weiß von dem Arrangement, sagt sich aber von ihrem Vater los und macht sich mit einer Bäckerei selbständig. 
McDonald hat inzwischen auf einer Bank übernachtet und wird von einer Frau geweckt, die ihm einen Schlafplatz und ein neues Fahrrad anbietet, worauf er aber nicht eingeht. Als die Unbekannte versucht, ihn zu küssen flieht er, wobei er seinen Rucksack mit dem Proviant zurücklässt. Bei einem weiteren Zusammenstoß mit der Polizei wird ihm auch noch sein letztes Geld abgenommen. Abends steht McDonald hungrig in Monikas Bäckerei und versucht erfolglos, ein Brot zu klauen. Die beiden freunden sich an und Monika nimmt ihn am folgenden Tag mit zu einer seltsamen Kleingartenanlage, wo sie die Zutaten für ihre Bäckerei lagert. Dort soll McDonald sich im Garten nützlich machen und bekommt einen Schlafplatz. Die Kleingartenkolonie wird von vielen unterschiedlichen Charakteren bewohnt. Dazu gehören ein gescheiterter Tankerkapitän, der zum Zirkus will, ein gesellschaftlich engagiertes Akademikerpaar sowie ein Senator, der von seinen zwei Bodyguards begleitet wird. McDonald macht sich in einem ihm zur Verfügung gestellten Gartenareal an die Arbeit und entwickelt seine Salatsorte, was von den Außerirdischen mit Interesse verfolgt wird. Nach einem Gartenfest in der Kleingartenkolonie wird klar, dass mit McDonalds Supersalat etwas nicht stimmt. Die Personen, die ihn essen, fallen in Trance und entwickeln Wahnvorstellungen und die Fahrzeuge, mit denen er in Berührung kommt, können plötzlich doppelt so schnell fahren wie zuvor. Währenddessen wird ein Teil des Supersalats, den die misstrauischen Bodyguards des Senators vorsichtshalber eingeschickt hatten, in einem Labor untersucht. Dabei verwandelt sich ein Meerschweinchen, dem testweise ein paar Salatblätter verabreicht wurden, in ein Schwein. Zudem veranlassen mehrere Explosionen bei der Untersuchung des Salats die Labormitarbeiter zu der Annahme, dass ein Attentat auf den Senator geplant ist. Die darauf folgende Razzia in der Kleingartenkolonie, bei der vier Polizeiwagen zu Bruch gehen, bekommen Monika und McDonald nicht mehr mit, da sie rechtzeitig mit ihrem – dank einer Tankfüllung Supersalat – nun superschnellen, Motorrad geflohen sind.
Eine Patrouille der amerikanischen Militärpolizei, die den beiden auf einem Waldweg begegnet, fährt mit dem Jeep über einen Salatkopf, der unter den Reifen des Fahrzeugs detoniert. Zur selben Zeit macht der Bericht der Labormitarbeiter das Militär und die Berliner Polizei auf das Potential des Supersalats aufmerksam. Allerdings verdächtigt das Militär Außerirdische für die als Angriff wahrgenommenen Explosionen verantwortlich zu sein. Auf der Flucht fällt McDonald mit ein paar Supersalatköpfen auf einem Waldweg vom Motorrad, ohne dass Monika es bemerkt. Einige Salatköpfe kullern danach einen bewaldeten Hang hinab, und detonieren inmitten mehrerer amerikanischer Soldaten, was von der Militärführung wiederum als außerirdische Attacke interpretiert wird. Als zudem ein russischer Düsenbomber gemeldet wird, und der US-amerikanische Präsident sich einmischt, ordnet man eine Generalmobilmachung an. Währenddessen wird der benommene McDonald von zwei russischen Piloten im Wald gefangen genommen, was von einem Trupp US-amerikanischer Soldaten beobachtet wird. Dass zudem noch der Hitlerdarsteller in einer schwarzen Mercedes-Limousine durch den Wald gefahren wird, verkompliziert die unübersichtliche Lage zusätzlich. Kurz darauf werden McDonald und die beiden russischen Piloten ihrerseits von berittenen Beamten der Berliner Polizei festgenommen, was im Labor, in dem inzwischen eine provisorische Kommandozentrale eingerichtet worden ist, vom amerikanischen Befehlshaber, dem Berliner Bürgermeister und dem Polizeichef mit Genugtuung zur Kenntnis genommen wird. 
Durch eine erneute Intervention des amerikanischen Präsidenten kommt ans Licht, dass es sich bei den beiden russischen Piloten nicht um eine Invasionsstreitmacht handelt: Die Zwei mussten aus ihrem Flugzeug abspringen, als ihr Düsenbomber versehentlich in die Radarstation des amerikanischen Militärs stürzte. Während sich die geopolitische Lage somit sichtlich entspannt, kehrt der Hitlerdarsteller ans Set zurück und bringt die Komparsen des Weltkriegsfilms mit einer improvisierten Rede dazu, fortan kostenlos zu arbeiten. Nachdem die Spannungen mit Russland abgeklungen sind, und das vermeintliche plötzliche Auftauchen Hitlers auch geklärt ist, konzentriert sich die Untersuchung des Militärs wieder ganz auf McDonald, der im Hauptquartier des amerikanischen Sektors verhört wird, aber seine Verwicklungen in die internationale Spionage beharrlich bestreitet und schließlich wieder freikommt. Seine Salatzüchtung, von der eine Probe aus dem Labor entwendet wurde, findet allerdings nach und nach auf der ganzen Welt Verbreitung und wird von verschiedenen Nationen wissenschaftlichen Tests unterzogen. Dadurch gerät McDonald erneut in den Blick des Militärs, das ihn inzwischen zutreffend mit der Kleingartenkolonie in Verbindung bringt. Dort spitzt sich währenddessen die Lage zu, weil Konsul Meyer versucht, das Gelände mit Hilfe der Polizei in Schutt und Asche zu legen, um neues Bauland zu schaffen. Monika gesteht ihren Mitkleingärtnern, dass sie Meyers Tochter ist und das Gelände ihr per Erbschaft zufällt, wenn sie heiratet. Vor dem Tor wird währenddessen der Angriff der Polizei von McDonalds Mutter gestoppt, die eine spontane Tanzshow initiiert, wodurch die Polizisten des Räumkommandos erfolgreich abgelenkt werden.
Im Durcheinander können Monika und McDonald als Sperrmüll getarnt aus der Kleingartenkolonie entkommen. Konsul Meyers wiederholte Bemühungen, das weiterhin von demolierten Polizeiwagen blockierte Tor niederwalzen zu lassen, werden schließlich durch den Befehlshaber des Militärs endgültig beendet, der mit einem Panzer zunächst einen Bagger beschädigt und nach einer pathetischen Rede schließlich selbst in die Kleingartenkolonie einfährt. Er trifft aber den gesuchten McDonald nicht an, denn dieser hat mit Monika bereits eine Kirche erreicht, wo beide im Beisein von Monikas Vater und McDonalds Mutter heiraten. Nach der Trauung machen sich die beiden mit dem Tankerkapitän in einer Hochzeitskutsche auf den Weg und der amerikanische Befehlshaber nimmt mit dem Panzer die Verfolgung auf. Als schließlich der Panzer auch noch durch einen fatalen Fehler einen Wachturm der DDR-Truppen auf Ost-Berliner Seite zerschießt, bricht der dritte Weltkrieg aus und die Erde geht in Flammen auf. Die Außerirdischen beschließen nach kurzer Beratung, die Vorfälle rückgängig zu machen und aktivieren eine Zeitmaschine. Dadurch wird der Schuss des Panzers verhindert und der Grenzzwischenfall findet nicht statt. Monika und McDonald können ihren Hochzeitstag ungestört fortsetzen und unternehmen eine Segeltour mit dem Tankerkapitän. Dieser ist allerdings Spion der DDR und versucht, McDonald an die NVA zu übergeben, was wiederum zwei Taucher der Berliner Polizei auf den Plan ruft, die den Funkverkehr des Tankerkapitäns mit den Grenzposten abgehört haben. Monika und McDonald können gerade noch rechtzeitig vom Segelboot des Kapitäns gerettet werden, der seinerseits mit einem schwimmfähigen Sportcoupé flieht. Die Außerirdischen, die mit dem Ergebnis ihrer Intervention zufrieden sind, brechen auf zur Venus, um dort Salat anzubauen.

## Kritiken
Die aufwändige und teure Produktion, an der viele namhafte Schauspieler beteiligt waren, fand zunächst in den Medien viel Beachtung, wurde dann aber von den Kritikern sehr negativ beurteilt und vom Publikum verschmäht.

„Es ist zu hoffen, daß dieser Film ebenso sang- und klanglos wieder verschwindet, wie er gestartet wurde“

„Trotz Starbesetzung reichlich dumm-banal […] Mit derben Klamaukeinlagen und jeder Menge Trottel feiert Opas Kino Urständ: Reichlich ungenießbares Grünzeug.“

„Als Parodie auf Berliner Verhältnisse und Science-Fiction-Filme gedacht, doch völlig misslungen; klamaukhaft, banal und langweilig.“

„Peter … kann an der Züchtung seines Supersalats keine rechte Freude finden, weil alle Supermächte … das energiegeladene Grün für sich haben wollen. Das alles spielt in Berlin, um sich bloß nicht die Förderung durch den Berliner Senat entgehen zu lassen.“

„Ist der Ruf erst ruiniert, filmt sich’s völlig ungeniert, mag sich Hansjürgen Pohland gedacht haben, als er sich an diese filmische Katastrophe heranwagte, die mit Klamottengewalt über die verdutzten Zuschauer hereinbricht“

## Video
Der Film erschien unter dem Titel Checkpoint-Charly im Verleih von Mike Hunter Home Video unter der Nr. MH 149 auf einer ca. 90 min. VHS-Kassette.